# شهرستان کیوستندیل
شهرستان کیوستندیل (به بلغاری: Kyustendil Municipality) یک شهرستان در بلغارستان است که در استان کیوستندیل واقع شده‌است. شهرستان کیوستندیل ۹۷۹٫۹۱ کیلومتر مربع مساحت و ۶۰٬۶۸۱ نفر جمعیت دارد.